# Нерлинг, Николай Васильевич
Николай Васильевич Нерлинг (1841 — 1918) — российский педагог, доктор медицины, и шахматист.
Закончил Дерптский университет, преподавал в Петербурге. 
Учитель арифметики Главного немецкого училища при церкви св. Петра (Петрушиле) (1868—1904), делопроизводитель Петербургских похоронных касс.
В 1879 году участвовал в турнире сильнейших шахматистов страны, организованным М. Чигориным, в котором занял 8-е место. 

## Спортивные результаты
| Год  | Город     | Соревнование                         | + | − | = | Результат | Место |
| ---- | --------- | ------------------------------------ | - | - | - | --------- | ----- |
| 1879 | Петербург | Турнир сильнейших шахматистов России | 0 | 6 | 1 | ½ из 6    | 8     |